# Chiamate Jeeves
Chiamate Jeeves (Ring for Jeeves) è un romanzo umoristico del 1953 dello scrittore britannico P. G. Wodehouse.
Il romanzo, tratto da un lavoro teatrale di Wodehouse e Guy Bolton, è ambientato nell'Inghilterra del secondo dopoguerra. È l'unico romanzo della serie "Jeeves" in cui non compare Bertie Wooster, e pertanto è l'unico della serie a essere narrato in terza persona. Jeeves è temporaneamente alle dipendenze di Bill Belfry, Lord Rowcester, un aristocratico inglese in difficoltà finanziarie.

## Storia editoriale

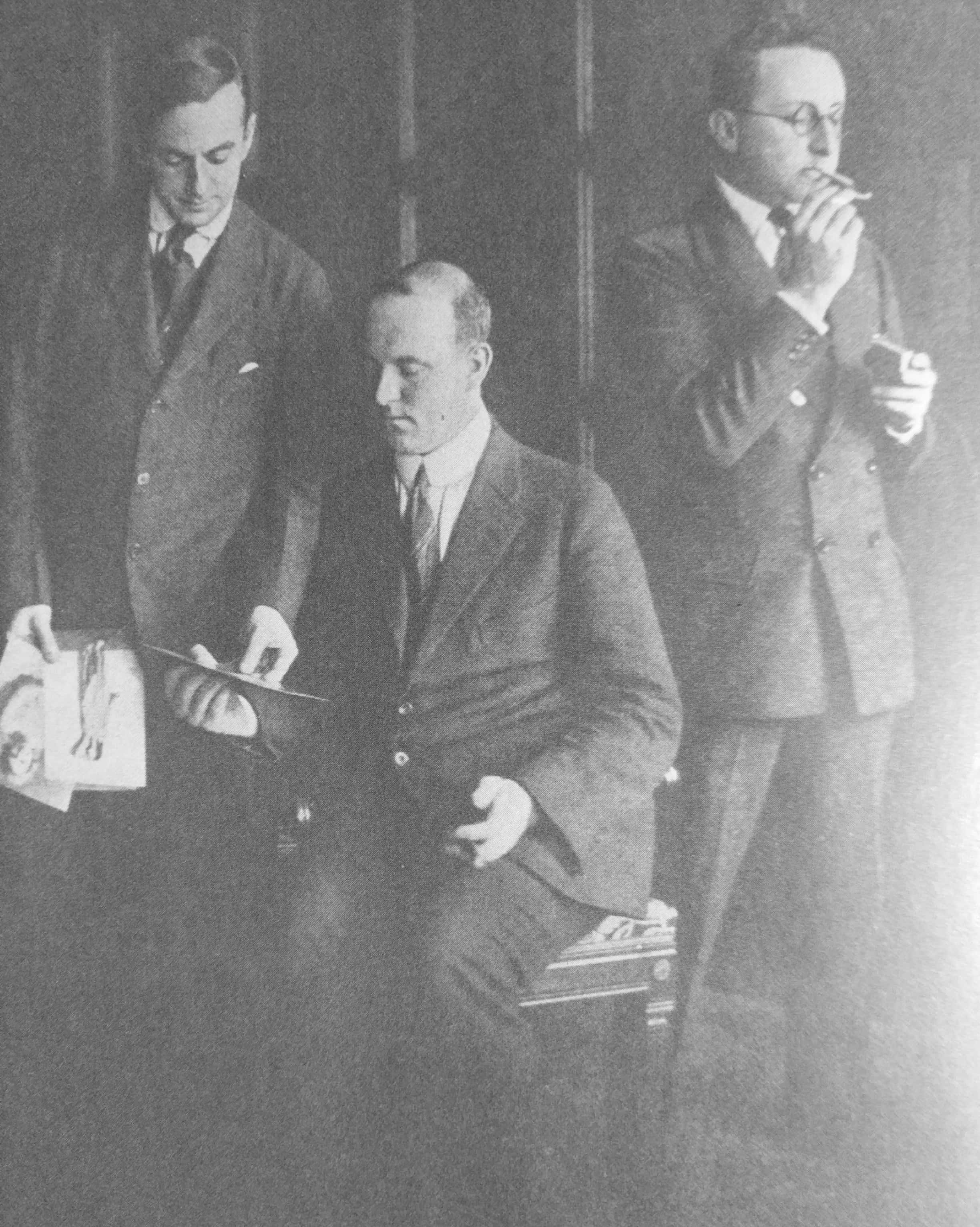
Guy Bolton, P. G. Wodehouse e Jerome Kern (fotografia del 1916

Il romanzo è stato tratto dalla commedia Come On, Jeeves scritta da Guy Bolton e dallo stesso P. G. Wodehouse nell'estate del 1952 e messa in scena nell'estate del 1954. Wodehouse trasse dalla commedia il romanzo Ring for Jeeves che fu pubblicato a Londra da Herbert Jenkins il 22 aprile 1953, un anno prima che lo spettacolo teatrale fosse messo in scena. La traduzione italiana di Adriana Motti apparve già nel 1954. L'edizione americana fu pubblicata il 15 aprile 1954 da Simon & Schuster con il titolo The Return of Jeeves. Sebbene la fabula rimanga la stessa, ci sono alcune differenze tra le edizioni del Regno Unito e degli Stati Uniti: il capitolo di apertura dell'edizione britannica diventa il capitolo 5 nell'edizione statunitense, e altri capitoli vengono riorganizzati di conseguenza. Inoltre, mentre nell'edizione americana il nome della magione in cui si svolge la vicenda è "Towcester", come nel testo teatrale, nell'edizione britannica diventa "Rowcester". Infine, nell'edizione statunitense Sir Roderick Carmoyle ("Rory") lavora nei magazzini Harrods, nell'edizione britannica lavora per gli immaginari grandi magazzini "Harrige's". 
Oltre ad essere pubblicato in volume, Ring for Jeeves apparve sul quotidiano giamaicano Long Island Sunday Press del 4 ottobre 1953, mentre il testo de The Return of Jeeves apparve anche sul mensile statunitense Ladies' Home Journal dell'aprile 1954 illustrato da Haddon Sundblom, e successivamente sul Pocket Books Weekly del gennaio 1955. In lingua italiana sono state pubblicate successivamente nuove traduzioni dagli editori Mursia e Polillo.

## Trama

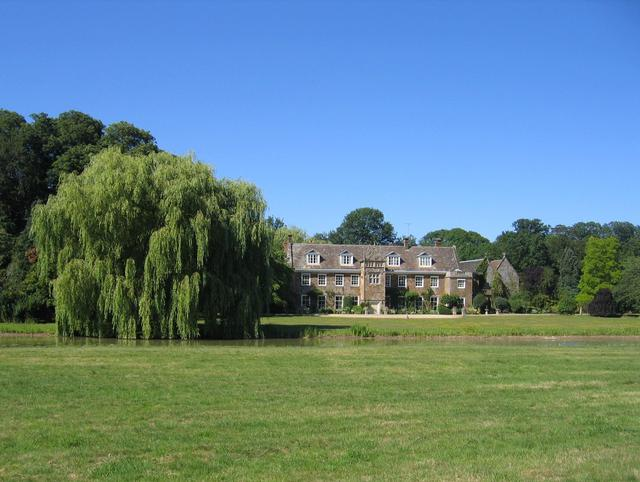
Casa di campagna inglese nel Northamptonshire

Il romanzo è ambientato in Inghilterra nell'immaginaria contea del Southmoltonshire (nel testo teatrale, l'esistente contea del Northamptonshire) nei primi anni cinquanta allorché la Gran Bretagna e gran parte dell'aristocrazia britannica si trovano in difficoltà economiche. Bertie Wooster è impegnato a seguire un corso di economia domestica a cui non è permesso l'accesso ai domestici, per cui il suo valletto Jeeves lavora temporaneamente per il conte di Rowcester Bill Belfry, un giovane aristocratico ormai impoverito che vive a Rowcester Abbey, una grande dimora in cattivo stato di manutenzione. Mrs. Rosalinda Spottsworth, una ricca vedova americana, vorrebbe acquistare una abitazione in Inghilterra e su consiglio di Lady Monica Carmoyle ("Moke"), la sorella di Bill, si reca a esaminare Rowcester Abbey. Sulla sua strada, la signora Spottsworth incontra un suo vecchio amico, il maggiore Biggar, un white hunter. Costui ama Mrs. Spottsworth, ma è convinto che un uomo dai mezzi economici modesti non dovrebbe fare una proposta di matrimonio a una donna ricca. Mrs Spottsworth ricambia l'evidente amore del maggiore Biggar per lei, ma si chiede come mai il militare rimanga in silenzio. Biggar comunque sta ricercando anche un allibratore clandestino di nome "Onesto Guercio Perkins" il quale gli deve versare oltre tremila sterline per una duplice scommessa ("parlay") fortunata.
I familiari di Bill (la sorella Moke, il cognato Rory, e la fidanzata Jill) si chiedono con quali risorse il povero Bill possa aver assunto negli ultimi tempi un cuoco, una domestica e un valletto di nome Jeeves. Nel frattempo, Bill è tornato a Rowcester Abbey di soppiatto, travestito con baffi finti, una vistosa giacca a scacchi e una benda su un occhio. Con l'aiuto di Jeeves, Bill sta guadagnando danaro come allibratore col nome d'arte di "Onesto Guercio Perkins". Nonostante il parere contrario di Jeeves, Bill ha accettato la scommessa del maggiore Biggar e poi, per non pagargli la scommessa, si è dileguato. Bill nasconde l'abbigliamento da allibratore in un baule di quercia. È comunque ottimista per aver appreso da Jeeves l'interesse di Mrs Spottsworth per Rowcester Abbey. 
Mrs Spottsworth giunge a Rowcester Abbey e riconosce in Bill un suo vecchio amico, suscitando però la gelosia di Jill. Saputo che Mrs Spottsworth è attratta dal soprannaturale, Moke le fa visitare le parti in rovina del maniero infestate, a suo dire, da fantasmi. Giunge poco dopo a Rowcester Abbey anche Biggar, che ha scoperto che il numero di targa dell'auto dell'allibratore corrisponde a quello dell'automobile di Bill, e vorrebbe delle spiegazioni. Jeeves cerca di convincere Biggar che l'allibratore potrebbe aver utilizzato una targa falsa. Nel frattempo Moke apre il baule per mostrarne a Mrs Spottsworth il contenuto («incantevoli costumi antichi») e spunta fuori l'abbigliamento da allibratore di Bill che il maggiore Biggar riconosce.
Jeeves spiega a Biggar che Bill non ha ancora i soldi della vincita, ma che gli verserà l'intera cifra dopo che avrà venduto Rowcester Abbey a Mrs Spottsworth. Biggar, che desidera essere ricco a sufficienza da poter fare la proposta di matrimonio a Mrs Spottsworth, ha tuttavia bisogno immediatamente delle tremila sterline che intende investire scommettendo sulla vincita di un cavallo di nome Ballymore al Derby che si svolgerà l'indomani. Il maggiore Biggar propone che Bill sottragga a Mrs Spottsworth un costoso pendente di diamanti che sarà da lui impegnato per utilizzare il danaro ottenuto in scommesse e restituirlo dopo la vincita di Ballymore al Derby. Vengono messi in atto vari tentativi di furto prima che Bill riesca finalmente a sottrarre il pendente e consegnarlo a Biggar. Si verrà poi a sapere che Ballymore ha perso il Derby, ma che Biggar non era riuscito a impegnare il pendente e quindi non aveva effettuato la scommessa perdente. Nel riconsegnare il pendente a Mrs Spottsworth, Biggar le confessa finalmente i suoi sentimenti. I due si fidanzano. Mrs Spottsworth non intende però acquistare Rowcester Abbey perché non ama il piovoso clima inglese; Jeeves la convince ad acquistare comunque la casa di campagna inglese, smontarla e ricostruirla nella soleggiata California. Risolti questi problemi, Jeeves annuncia che dovrà ritornare da Bertie Wooster, il quale nel frattempo è stato espulso dalla scuola per essere stato sorpreso a barare.

## Personaggi
William Egerton Bamfylde Ossingham Belfry, 9º conte di Rowcester ("Bill")Vive in un castello diroccato in stato di indigenza. Su consiglio di Jeeves si trasforma in allibratore clandestino ("Onesto Guercio Perkins") reso irriconoscibile da un travestimento comprendente baffi finti e benda su un occhio.
JeevesValletto di Bertie Wooster, in servizio temporaneo di Bill, conte di Rowcester, a cui fa da consulente nella sua attività di allibratore.
Sir Roderick Carmoyle ("Rory")Cognato di Bill; lavora come sorvegliante ai magazzini Harrige's nel reparto "Tubi di gomma, tosaerba e vasi" e aspira ai reparti "Vetrerie e porcellane" e "Biancheria intima per signora".
Lady Monica Carmoyle ("Moke")Sorella di Bill e moglie di Rory.
Jill WyvernVeterinaria di professione, sportiva (ex ala destra di hockey), fidanzata di Bill, gelosa di Rosie Spottsworth.
Col. Aubrey WyvernCapo della polizia della contea di Southmoltonshire, padre di Jill.
Mrs Rosalinda Spottsworth ("Rosie")Ricchissima vedova americana, residente in gioventù al Greenwich Village, appassionata di parapsicologia. Vecchia amica di Bill, vorrebbe acquistarne il maniero. Innamorata del maggiore Biggar.
Magg. Cuthbert Gervase Brabazon-Biggar ("Buana")White hunter, innamorato di Mrs Spottsworth alla cui mano, secondo la propria etica, non può tuttavia aspirare perché povero. È a caccia di un ignoto allibratore e del suo assistente che sono scomparsi senza pagargli una forte vincita.
Ellen Tallulah FrenchCameriera di Bill.
BulstrodeIncompetente maggiordomo sedicenne del Col. Wyvern.
Evangeline TrelawnyCuoca quindicenne del Col. Wyvern.
Bertie Wooster(soltanto menzionato), padrone di Jeeves, impegnato a seguire un corso di economia domestica dove è vietato l'ingresso ai domestici.
PomonaCane pechinese di Rosie.
MikeTerrier irlandese di Bill̈.
Ballymorepurosangue partecipante al Derby.

## Critica
Come nelle altre narrazioni della serie "Jeeves", lo stile è molto importante. Chiamate Jeeves è tuttavia l'unico romanzo della serie "Jeeves" in cui non compare (sebbene sia menzionato) Bertie Wooster, e pertanto è l'unico della serie a essere narrato in terza persona, anziché dall'io narrante Bertie. Bertie Wooster è «un giovane ricco ma il cui cervello, nemmeno nelle più costose scuole inglesi, è riuscito a svilupparsi oltre quello di un quindicenne». All’ignoranza e all’inarticolatezza verbale del giovane ricco corrisponde la cultura e la fluenza d’eloquio di Jeeves e dei suoi colleghi che si rivalgono della loro inferiorità sociale con la loro superiorità culturale. E mentre le spiegazioni di Jeeves sono dei miracoli di lucidità e di chiarezza, sia pure attraverso un linguaggio troppo ricercato, quelle del padrone sciocco (e io-narrante) sono capolavori di incompetenza linguistica «in cui si accavallano, solo apparentemente alla rinfusa ma con sottile anche se segreta arte retorica, congiunzioni, esclamazioni, lacerti di frasi ridotte all’insensatezza, domande retoriche, suffissi scardinati e prefissi scoordinati, avverbi, i rimasugli del linguaggio quotidiano, i cliché del gergo del bel mondo o delle banalità del demi-monde, e mai una principale con subordinata a pagarla a peso d’oro». In Chiamate Jeeves, in assenza di Bertie, Jeeves non solo esagera con le citazioni (Plinio il Giovane, I Salmi, Whittier, Kipling, Omar, Tennyson, Shakespeare per ben diciotto volte, Maugham, Marco Aurelio, Milton, Byron, Congreve, ecc.) in latino e francese, ma queste non vengono filtrate dalla narrazione comica di Bertie.

### Edizioni
- (EN) Ring for Jeeves, 1ª ed., London, Jenkins, 1953.
- (EN) The Return of Jeeves [Il ritorno di Jeeves], 1ª ed., New York, Simon & Schuster, 1954.
- Chiamate Jeeves: romanzo [Ring for Jeeves], traduzione di Adriana Motti, 1ª ed., Milano, F. Elmo, 1954.
- Chiamate Jeeves [Ring for Jeeves], traduzione di Rosetta Palazzi, Presentazione di Guglielmo Zucconi, 1ª ed., Milano, Mursia, 1988, ISBN 88-425-0376-2.
- Chiamate Jeeves [Ring for Jeeves], traduzione di Tracy Lord, 1ª ed., Milano, Polillo, 2007, ISBN 88-8154-250-1.

### Fonti critiche
- Guido Almansi, La ragion comica, Milano, Feltrinelli, 1986, ISBN 88-07-08043-5.
- (EN) Nigel Cawthorne, A Brief Guide to Jeeves and Wooster, London, Constable & Robinson, 2013, ISBN 978-1-78033-824-8.
- Jerôme von Gebsattel, «Inimitabile Jeeves (L')|The Inimitable Jeeves», in Dizionario Bompiani delle opere e dei personaggi di tutti i tempi e di tutte le letterature, IV, Milano, RCS Libri, 2005,  p. 4338, ISSN 1825-78870 (WC · ACNP).
- (EN) Robert A., Jr. Hall, The Comic Style of P. G. Wodehouse, Hamden, Archon Books, 1974, ISBN 0-208-01409-8.
- (EN) Eileen McIlvaine, Louise S. Sherby e James H. Heineman, P. G. Wodehouse: A Comprehensive Bibliography and Checklist, New York, James H. Heineman Inc., 1990, ISBN 978-0-87008-125-5.
- Tony Ring e Geoffrey Jaggard, Wodehouse in Woostershire, Chippenham, Porpoise Books, 1999, ISBN 1-870-304-19-5.
- (EN) Kristin Thompson, Wooster Proposes, Jeeves Disposes or Le Mot Juste, New York, James H. Heineman, Inc., 1992, ISBN 0-87008-139-X.
- (EN) Richard Usborne, Wodehouse at Work, London, Herbert Jenkins, 1961, ISBN 978-0-25766-439-2.
- (EN) P. G. Wodehouse, Four Plays, London, Methuen London Ltd., 1983, ISBN 978-0413530202.